# チャールズ・キャロル・オヴ・カロルトン

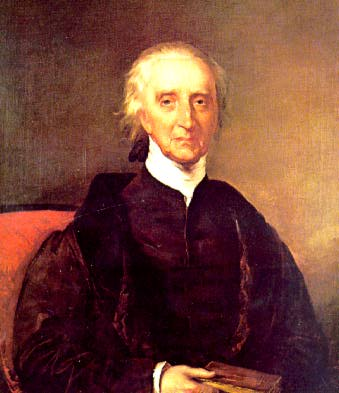
Charles Carroll (1737-1832)

チャールズ・キャロル・オヴ・カロル トン（Charles Carroll of Carrollton、1737年9月19日 – 1832年11月14日） は、メリーランド上院議員代表として大陸会議に出席、合衆国上院議員、合衆国独立宣言署名者のなかで、最後の生き残りであった人物。

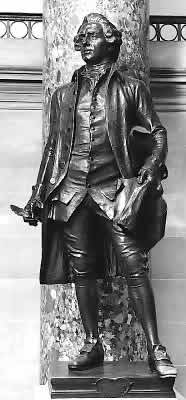
チャールズ・キャロルの銅像、（アメリカ合衆国議会議事堂国立彫像ホール・コレクション柱の間）